# Grammetaria bartschi
Grammetaria bartschi är en armfotingsart som först beskrevs av Dall 1920.  Grammetaria bartschi ingår i släktet Grammetaria och familjen Frieleiidae. Inga underarter finns listade i Catalogue of Life.